# Rahul Seth
Rahul Seth (Hindi: राहुल सेठ nacido el 29 de octubre de 1977 en Lucknow), es un actor de doblaje, cantante R & B, compositor, productor y compositor indio.

## Carrera
Seth comenzó su carrera artística entre 1994 y 1995, cuando llegó a Mumbai y su principal interés era siempre la música. Empezó a producir jingles publicitarios y algunos audiciones vocales. Luego descubrió su talento oculto en una sonoridad, cuando trabajó en doblajes y poco a poco se dedicó a esta actividad. Ha realizado una serie de doblajes en hindi para diversas películas extranjeras como animaciones, películas, series y voces de personajes para películas publicitarias. Ahí es donde él encontró su vocación. Siempre tenía la inclinación hacia la música, tan gradualmente que también se diversificó en el canto para los jingles. Canciones con títulos y escrituras, en la que ha llegado a un estado de producir y componer sus propias canciones y jingles.

## Trabajos en doblajes

### Animación en televisión
| Programa           | Voz original  | Caracteres | Idioma | Idioma original | Números de episodios | Fecha de emisión original | Fecha de doblaje | Notas                                                       |
| ------------------ | ------------- | ---------- | ------ | --------------- | -------------------- | ------------------------- | ---------------- | ----------------------------------------------------------- |
| The Yogi Bear Show | Daws Butler   | Yogi Bear  | Hindi  | English         | 33                   | 1/30/1961- 12/29/1961     |                  | Was dubbed in Hindi, much later after its original release. |
| Kipper the Dog     | Martin Clunes | Kipper     | Hindi  | English         | 68                   | 9/5/1997- 3/3/2002        |                  |                                                             |

### Animación
| Pokémon | Unknown voice | Unknown character | Hindi | 4/1/1997-Current | 4/1/2003-Current | The First 8 seasons dubbed, were based on the 4Kids Entertainment English dub. The later seasons were also dubbed in Hindi and are also revised translations based on the English dub. |

### Películas en vivo
| Película        | Actor         | Caracteres         | Idioma | Idioma original | Fecha de lanzamiento | Fecha de lanzamiento de doblaje |
| --------------- | ------------- | ------------------ | ------ | --------------- | -------------------- | ------------------------------- |
| Soy leyenda     | Will Smith    | Dr. Robert Neville | Hindi  | English         | 2007                 | 2008                            |
| The Dark Knight | Aaron Eckhart | Two Face           | Hindi  | English         | 2008                 | 2008                            |

### Películas de animación
| Película                        | Actor         | Caracteres        | Idioma | Idioma original | Fecha de lanzamiento | Fecha de lanzamiento de doblaje |  |
| ------------------------------- | ------------- | ----------------- | ------ | --------------- | -------------------- | ------------------------------- |  |
| 101 dálmatas                    | Unknown voice | Unknown character | Hindi  | English         | 1961                 | ????                            |  |
| Aladdin                         | Unknown voice | Unknown character | Hindi  | English         | 1992                 | 2005                            |  |
| El rey león                     | Unknown voice | Unknown character | Hindi  | English         | 1994                 | 1995                            |  |
| The Lion King II: Simba's Pride | Unknown voice | Unknown character | Hindi  | English         | 1998                 | 2005                            |  |